# Ла Бреа (ТВ серија)
Ла Бреа (енгл. La Brea) америчка је научнофантастична и драмска телевизијска серија коју приказује NBC од 28. септембра 2021. године, а у Србији Fox од 30. марта 2022. године. Аутор и извршни продуцент серије је Дејвид Апелбаум, а продуцирају је Keshet Studios и Universal Television. Добила је помешане критике критичара. У новембру 2021. године обновљена је за другу сезону.

## Радња
Епска авантура почиње када се огромна вртача отвори усред Лос Анђелеса, на месту катранских јама, познатих као Ла Бреа, и Булевара Вилшир, и повуче стотине људи, возила и зграда (укључујући јединствени Petersen Automotive Museum) у мрачне дубине.
Они који су преживели пад налазе се у мистериозном и опасном древном свету, где морају да се удруже како би опстали. У међувремену, остатак света очајнички покушава да схвати шта се догодило. У потрази за одговорима, породица Харис, раздвојена овом несрећом, мораће да открије тајне необјашњивог догађаја, како би поново била заједно. Понор и изненадна појава Тераторниса, изумрлих птица грабљивица током последњег леденог доба, привукли су пажњу Министарства за унутрашњу безбедност САД, чији припадници проучавају сличан догађај који се одиграо у пустињи Мохаве.
Како радња напредује, истражитељи схватају да вртаче представљају привремени портал на исту локацију пре 10.000 година. У међувремену, преживели се боре да пронађу пут назад кроз портал, пре него што се затвори.

## Улоге

### Главне
- Натали Зија као Ив Харис
- Овен Макен као Гавин Харис
- Чике Оконкво као Тај Колман
- Карина Лог као Мерибет Хил
- Зајра Гореки као Изи Харис
- Џек Мартин као Џош Харис
- Вероника Сент Клер као Рајли Велез
- Рохан Мирчандани као Скот Исрани
- Лили Сантијаго као Вероника Кастиљо
- Клои де лос Сантос као Лили Кастиљо
- Џон Седа као др Сем Велез
- Џош Макензи као Лукас Хејз
- Николас Гонзалез као Леви Делгадо

### Споредне
- Ајон Скај као Џесика Харис
- Виржини Лавердуре као др Софија Нејтан
- Тоби Траслов као агет Адам Маркман
- Пачаро Мзембе као Тони Грин
- Стивен Лопез као Били Фишер
- Дејмијен Фотију као Џуда
- Минг-Џу Хи као др Ребека Алдриџ
- Марк Ли као Сајлас
- Тонанцин Кармело као Пара

## Епизоде

### Преглед серије
| Сезона | Сезона | Епизоде | Оригинално емитовање | Оригинално емитовање | Оригинално емитовање | Емитовање у Србији | Емитовање у Србији | Емитовање у Србији |
| Сезона | Сезона | Епизоде | Премијера            | Финале               | Мрежа                | Премијера          | Финале             | Мрежа              |
| ------ | ------ | ------- | -------------------- | -------------------- | -------------------- | ------------------ | ------------------ | ------------------ |
|        | 1.     | 10      | 28. септембар 2021.  | 30. новембар 2021.   |                      | 30. март 2022.     | 1. јун 2022.       |                    |
|        | 2.     | 14      | Н/Д                  | Н/Д                  | Н/Д                  | Н/Д                |                    |                    |

### 1. сезона (2021)
| Бр. еп. (укупно) | Бр. еп. (у сезони) | Наслов | Редитељ        | Сценариста                       | Премијера                          | Гледаност у САД (милиони) |
| ---------------- | ------------------ | ------ | -------------- | -------------------------------- | ---------------------------------- | ------------------------- |
| 1                | 1                  |        | Тор Фројдентал | Дејвид Апелбаум                  | 28. септембар 2021. 30. март 2022. | 6,37                      |
| 2                | 2                  |        | Чери Ноулан    | Дејвид Апелбаум                  | 5. октобар 2021. 6. април 2022.    | 5,05                      |
| 3                | 3                  |        | Адам Дејвидсон | Хосе Молина                      | 12. октобар 2021. 13. април 2022.  | 5,06                      |
| 4                | 4                  |        | Тор Фројдентал | Закија Александер                | 19. октобар 2021. 20. април 2022.  | 5,12                      |
| 5                | 5                  |        | Грег Маклин    | Арика Лисан Митман               | 26. октобар 2021. 27. април 2022.  | 5,20                      |
| 6                | 6                  |        | Адам Дејвидсон | Стивен Лилијен и Брајан Винбрант | 2. новембар 2021. 4. мај 2022.     | 4,03                      |
| 7                | 7                  |        | Тор Фројдентал | Ајана Вајт                       | 9. новембар 2021. 11. мај 2022.    | 4,70                      |
| 8                | 8                  |        | Чери Ноулан    | Џесика Грејнџер и Андре Едмондс  | 16. новембар 2021. 18. мај 2022.   | 4,67                      |
| 9                | 9                  |        | Тор Фројдентал | Арика Лисан Митман               | 23. новембар 2021. 25. мај 2022.   | 4,33                      |
| 10               | 10                 |        | Адам Дејвидсон | Дејвид Аплебаум                  | 30. новембар 2021. 1. јун 2022.    | 4,94                      |